# 感性ユーザインタフェース
感性ユーザインタフェース(Sensibility User Interface)（センシビリティ・ユーザ・インタフェース）は、機械と人を感性や心理情報を基に直感的に結びつけるインタフェース技術をいう。SUIと略記される。
マン・マシンインタフェースやヒューマンインタフェースからの発展と考えることも出来る。
多くの研究者がこの分野へチャレンジしているが、コンセプトのみに終始している傾向が強い。
SUIの実現において現実的なアプローチは、日本SGIが感性制御技術を利用したインタフェースがある。
しかし、感情・心理の個人差・民族格差など、グローバルスタンダードとしての具体的なインタフェースとして克服する課題がある。

## 関連ソフトウェア
- SGI Japan 日本SGIST Ver2.0
- 株式会社AGI ST Ver2.0